# نادي الشعب (الإمارات)
نادي الشعب الثقافي الرياضي، نادٍ متعدد الرياضات مقره في الشارقة في دولة الإمارات العربية المتحدة. تم دمج النادي مع نادي الشارقة لكرة القدم في عام 2017 عندما أصدر الشيخ سلطان بن محمد القاسمي حاكم إمارة الشارقة قرارا بدمج نادي الشعب ونادي الشارقة في كيان واحد، يحمل اسم (نادي الشارقة الثقافي الرياضي) بهدف الارتقاء بمستوى الرياضة في الإمارة، وتوحيد الجهود وتظافرها لتكون في خدمة كافة الرياضات والألعاب الجماعية والفردية".

## الإنجازات
| المحلية                      | المحلية              | المحلية        |
| البطولة                      | السنوات              | عدد مرات الفوز |
| ---------------------------- | -------------------- | -------------- |
| دوري الدرجة الأولى الإماراتي | 1992-1993، 1997-1998 | 2              |
| كأس رئيس الدولة.             | 1993                 | مرة واحدة      |
| كأس السوبر الإماراتي.        | 1993                 | مرة واحدة      |

مبارة كأس السوبر الإماراتي عام 1993
أُقيمت هذه المباراة في منتصف موسم 93/94 بين نادي العين بطل دوري 1993 ونادي الشعب بطل كأس رئيس الدولة 1993على ستاد آل مكتوم بنادي النصر وحضرها ما يقارب 6 آلاف متفرج، تقدم العين بهدف أحرزه ماجد العويس إلا أن الشعب حصل على ركلة جزاء نفذها ناصر الطلياني مع نهاية الشوط الأول، لتستمر المباراة حتى الوقت الإضافي، ثم نجح مبارك محمد في تسجيل هدف الفوز. سلم الشيخ عبد الله بن زايد آل نهيان رئيس اتحاد الكرة آنذاك كأس السوبر لكابتن الشعب ناصر الطلياني، وحصل النادي على مبلغ 50 ألف درهم فيما حصل العين على 25 ألف درهم، ونال عدنان الطلياني لقب أفضل لاعب في المباراة ومبلغ 5 الاف درهم، أدار المباراة الحكم إبراهيم الاعماش.

## أبرزاللاعبين
| - عدنان الطلياني - صالح الرمسي - سعيد مبارك - جاسم الدوخي - غانم الهاجري - غانم بلال - جمعة مطر - جمال خالد - معمر سالم - خالد المطوع - عبد الرحمن إبراهيم - عمار الدوخي - جمال عبد الله - عمران الجسمي | - راشد عبد الرحمن - سيف محمد - مبارك محمد - محمد سرور - نبيل إبراهيم - يوسف حسن - إبراهيم سيف - إبراهيم خليل - خالد صقر - فيصل خليل - معتز عبد الله - يوسف البيرق - كاظم علي - سيف محمد - حميد عبد الله صالح |

## أبرزاللاعبين الأجانب
| - علي سامره - جواد كاظميان - مهرزاد معدنجي - ميثم باؤو - فركي - دينيلسون - روبي نيلسون - كاسيانو - برونو فوجاسا - دويد - جويري - جيري - لورانسو - كاريكا - رودريغو - ادريان فيرنانديز-كالوتشا - الشيخ ديوب - محمد كالون - عادل الشاذلي - نادر الترهوني - جيرت بروسيلرز | - مولود مذكر - عبد الرحيم شكيليط - سعيد الحضراوي - مروان زمامة - يزيد قيسي - بلازا كواسي - مايكل ماريانو - جيري إيمار - عبد الله جونيور - بلادي كوما - غودوين اترام - آرثر موزيس - منصور كورتيسي - فريدريك بولو - ايبواه - عبد الوهاب أبو الهيل - ميشيل لارينت - حسن معتوق - نويل كاسيكي - فيليبي تاكسيرا - 🇪🇬 عمرو السوليه |

## أبرزالمدربين
| - حشمت مهاجراني - إريك سميث - فوزي البنزرتي - كمال لموي - جارسيا - مراد محجوب - ماتيوس موزيس - دراجان جوليانفيتش - جوزيف هيكرسبيرغر - راينر هولمان - رولاند آندرسون - زوران فيليبوفيتش | - يان فيرسلاين - ولي رايمون - يوسف الزواوي - زلاتكو كرانيكار - لطفي البنزرتي - لوكا بيرزوفيتش - أيمن الرمادي - فريد بن بلقاسم - أحمد العجلاني - رينيه ويبر - ألكسندر سيرجيو - ماريوس سوموديكا |